# Papar (Indonesië)
Papar is een bestuurslaag in het regentschap Kediri van de provincie Oost-Java, Indonesië. Papar telt 6414 inwoners (volkstelling 2010).